# Université fédérale du Ceará
L'université fédérale du Ceará (en portugais : Universidade Federal do Ceará ou UFC) est une université brésilienne dont les campus sont localisés dans les villes de Fortaleza, Sobral et Barbalha, dans l'État du Ceará du Brésil. 
À Fortaleza, l'université a trois principaux campus : 
- "Campus-PICI", assurant la plupart des programmes de science et technologie,
- "Campus-Benfica", qui abrite l'université de gestion et les facultés littéraires et de sciences humaines et la faculté de droit,
- "Campus-Porangabussu", avec l'école de médecine. Les campus de Sobral et Barbalha sont des nouveaux sites et ont seulement une école de médecine de chacun, qui sont des extensions de l'école de médecine à Fortaleza.

## Histoire
L'UFC a été créée par le gouvernement fédéral brésilien en 1955 et relève du ministère de l'Éducation. L'université est née à la suite d'un grand débat public qui avait commencé en 1949. Le personnage principal de ce mouvement était Antonio Martins Filho, un intellectuel qui est devenu le premier directeur de la toute nouvelle Universidade do Ceará. L'université elle-même a été créée par la loi n ° 2.373, ratifiée en décembre 1954 et a commencé à fonctionner le 25 juin 1955.

## Personnalités liées à l'université
- Izolda Cela (1960- ), gouverneure de l'état de Ceara a étudié dans cette université